# Carl Pei
Carl Pei, född 1989 är en svensk-kinesisk IT-entreprenör och en av grundarna av den kinesiska mobiluppstickaren OnePlus, ett företag som omsatte över 2,5 miljarder kronor under sitt första verksamhetsår. 

## Biografi
Pei föddes i Kina men flyttade till Sverige som sexåring tillsammans med sin familj, där båda hans föräldrar är professorer vid Karolinska Institutet. Pei hoppade av Handelshögskolan i Stockholm år 2011 och bor sedan dess i Kina, numera i staden Shenzhen strax norr om Hongkong.